# قلاغا (سقز)
قرية قلاغا (بالكردية: قەڵاگا) هي إحدى القرى التابعة لـسرا في ريف قسم مركزي من مقاطعة سقز، في محافظة كردستان الإيرانية.

## السكان
حسب إحصاءات سنة 2006، بلغ إجمالي السكان في قلاغا 426 نسمة وعدد المساكن 86 مسكن. لغة سكان قلاغا هي اللغة الكردية و هم من أهل السنة والجماعة والمذهب الشافعي.